# Messier 13
Messier 13 (M13 ili NGC 6205) također Veliki Herkulov skup je kuglasti skup otkriven 1714. godine. Skup je otkrio Edmond Halley, Charles Messier ga je uvrstio u katalog 1. lipnja 1764. godine. Skup je poznat po tome jer je prema njemu poslana poznata poruka iz Areciba.

## Svojstva
Messier 13 nalazi se u zviježđu Herkul, na udaljenosti od 25.100 svjetlosnih godina. Prividni promjer skupa je 20' što na toj udaljenosti
odgovara pravocrtnim dimenzijama od 146 svjetlosnih godina.
Skup se sastoji od nekoliko stotina tisuća zvijezda. Prema njegovoj jezgri, koncentracija zvijezda je 500 puta veća nego u okolici Sunčeva sustava.
Dosad su u skupu otkrivene 33 promjenjive zvijezde od kojih je najsjajnija zvijezda V11 prividna sjaja od magnitude + 11,95.
Messier 13 se kroz prostor kreće brzinom od 245,6 km/s i trenutno nam se približava.
Godine 1974. radioteleskop u Arecibu je poslao poruku poruku mogućim stanovnicima neke planete u skupu.

## Vidljivost
Messier 13 je poznat po ljepoti kada se promatra teleskopom. Njegov prividni sjaj iznosi magnitude +5,8 što znači da ga je moguće vidjeti golim okom u tamnim noćima, daleko od ulične rasvjete. Lako ga je primijetiti u dvogledu kao sjajnu mutnu mrlju. U manjim teleskopima moguće je nazrijeti granulaciju pri rubovima, teleskopi s objektivima od 100 - 150 mm razlučuju najsjajnije zvijezde pri rubovima. Veći teleskopi, s objektivima od 200 do 250 mm razlučuju rubove i djelomično jezgru.
Veliki amaterski teleskopi mogu u potpunosti razlučiti skup. Zanimljiva pojava su četiri regije siromašne zvijezdama u skupu i mogu se uočiti vizualno.

## Vanjske poveznice
- (engl.) SEDS: NGC 6205
- (engl.) Hartmut Frommert: Revidirani Novi opći katalog
- (engl.) Izvangalaktička baza podataka NASA-e i IPAC-a
- (engl.) Astronomska baza podataka SIMBAD
- (engl.) VizieR
- (engl.) Auke Slotegraaf: NGC 6205 Deep Sky Observer's Companion
- (engl.) Courtney Seligman: Objekti Novog općeg kataloga: NGC 6200 - 6249

- Filip Lolić
- Skica M13[neaktivna poveznica]